# Service-, social- og signalhunde Danmark
Service-, social- og signalhunde Danmark (SOSDK) er en almennyttig forening som har til formål at træne service- social- og signalhunde i Danmark.

## Servicehund
En typisk bruger af en servicehund er handikappede personer, som får udført praktiske opgaver i hverdagen, en servicehund er trænet til blandt andet:
- Opsamling af tabte genstande,
- Hente og bringe, eksempelvis telefon
- Tømme postkassen, opvaskemaskine eller vaskemaskine
- Åbne og lukke døre, skuffer og skabe
- Tænde og slukke lys
- Hjælpe ejeren af overtøj, sko og strømper

## Socialhunde
Socialhunde er trænet til at være loyale- velfungerede i alle situationer  således både voksne og børn kan have glæde af den.

## Signalhund
Signalhunde er trænet til at hjælpe døve personer med  at meddele at teloner-, dørklokker- og vækkeure  ringer, røgalarmers akustiske signaler, at færdes sikkert på gaden etc.